# Кодекс Тайхо
Ко́декс Та́йхо (яп. 大宝律令, Тайхо: рицурё, от японского Тайхо — «Великое сокровище», официальный девиз правления императора Момму (701—704) — японский феодальный кодекс от 701 года, в котором были обобщены и закреплены результаты реформ годов Тайка.

## Основные положения
Кодекс составлен из 30 разделов. Задачей его являлось оформление и уточнение надельной и налоговой системы, прав и обязанностей чиновников, структуры государственного аппарата, взаимоотношения привилегированной аристократии и крестьянства, а также положение различных категорий рабов.
Важнейшей группой законов был раздел 9-й, посвящённый надельной системе. Согласно Тайхорё, вся земля являлась собственностью государства, которая предоставлялась земледельцам в пользование на определённый срок. Простые подушные наделы (кубундэн) выделялись на двор по числу душ. Размер подушного надела зависел от количества и качества земли в данной местности, сословия и пола держателя. Так, свободный мужчина и государственный раб получали по 2 тана (1 тан=0,12 га), свободная женщина — 2/3, а частный раб — 1/3 этой нормы.
За использование земельного надела полагалось платить зерновой налог. Также каждый двор, соответственно своим размерам, получал в постоянное пользование приусадебный и садово-огородный участки. Их, в отличие от пахотных земель, можно было закладывать или сдавать в аренду.
Членам правящего сословия предоставлялись привилегированные наделы — должностной надел (сёкубудэн) на срок службы составлял от 6 тан до 40 тё (1 тё=1,2 га), и ранговый надел (идэн), предоставлявший в пожизненное пользование от 8 до 80 тё. Размеры наделов за заслуги (кодэн) и дарованных именным императорским указом (сидэн) не регламентировались и давались на 1-3 поколения. Кроме того, представители дворянских родов получали пять категорий «кормового пожалования»(прикрепление к ним крестьян, дворов-фуко) и две категории «сезонного пожалования» (выдача два раза в год жалованья натурой).